# 에르키스벤 튀르

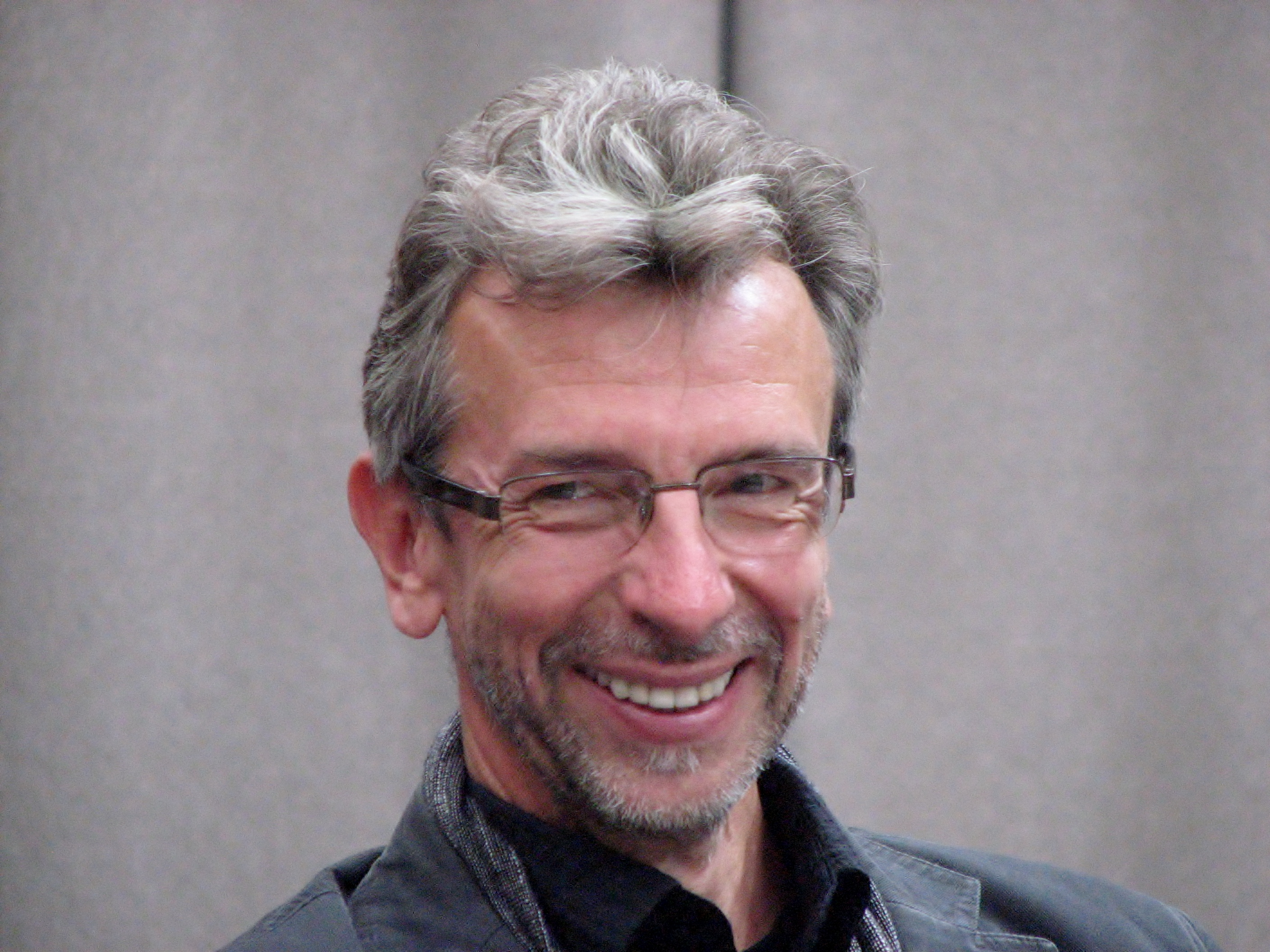

에르키스벤 튀르(에스토니아어: Erkki-Sven Tüür, 1959년 10월 16일 -)는 에스토니아의 서양 고전음악 작곡가이다.
히우마섬에서 태어났다. 1976년부터 4년 동안 탈린 음악원에서 플룻과 타악기를 배웠다. 80년부터 4년간 작곡을 배웠다. 1979년부터 록 그룹 In Spe을 이끌어 에스토니아에서 유명해졌다. 1984년 튀르는 작곡에 전념하기 위해 In Spe를 떠났다.
튀르에게 작곡을 위촉한 단체 중에는 헬싱키 필하모닉, 힐리아드 앙상블, 스톡홀름 색소폰 사중주단, 버밍엄 관현악단 등이 있다. 튀르는 1991년과 1996년 두 차례 에스토니아 문화상을 받았다.